# МТУ-90
МТУ-90 (рос. МТУ-90; абревіатура від Мостоукладальник-90) — мостоукладальник Збройних Сил РФ, створений на основі танка Т-90, належить до групи машин бойового забезпечення.

## Історія та опис
Броньований швидкохідний міст на шасі танку Т-90А, розроблений Уралвагонзаводом на початку 1990-х років, для заміни застарілих радянських мостоукладальних систем МТУ-20 і МТУ-72.
Танковий мостоукладальник оснащений розкладним швидкісним мостом, який транспортується в складеному стані на корпусі. Він приводиться в положення за допомогою гідравлічного пристрою, завдяки чому робочій команді з двох осіб не потрібно залишати транспортний засіб. Перевага складного варіанту МТУ-90 полягає в тому, що він швидко розгортається, але недоліком є високий силует при розгортанні трьох сегментів мосту, які при складанні виступають більш ніж на десять метрів, тому танк можна відносно легко ідентифікувати. Міст має вантажопідйомність 50 тонн і може перетинати перешкоди шириною до 24 метрів. Процес складання завершується протягом двох хвилин.

## Модифікації
- МТУ-90M: версія МТУ-90M — це вдосконалений двосегментний міст, який має коротший розмір, але може використовувати його для подолання перешкод глибиною до 19 м. Однак, можлива більша вантажопідйомність до 60 тонн порівняно з 50 тоннами МТУ-90.
- ТММ-6 : двосегментний швидкісний міст на базі великовантажного МЗКТ-7930.[3]

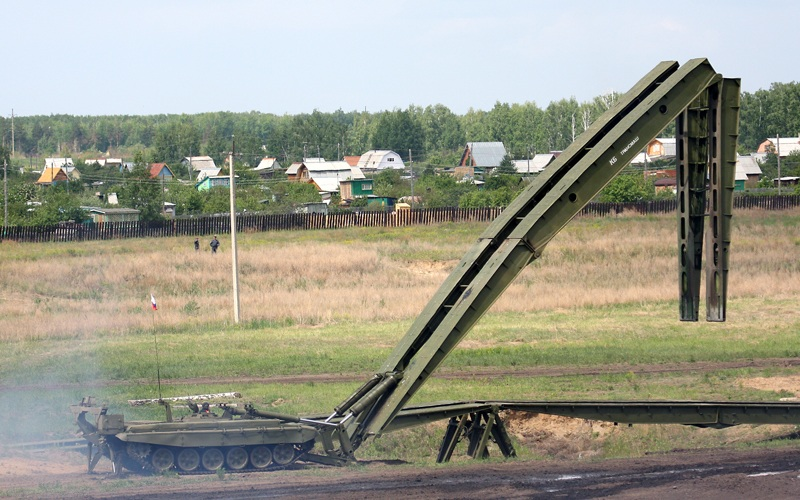
МТУ-90 розгортає міст
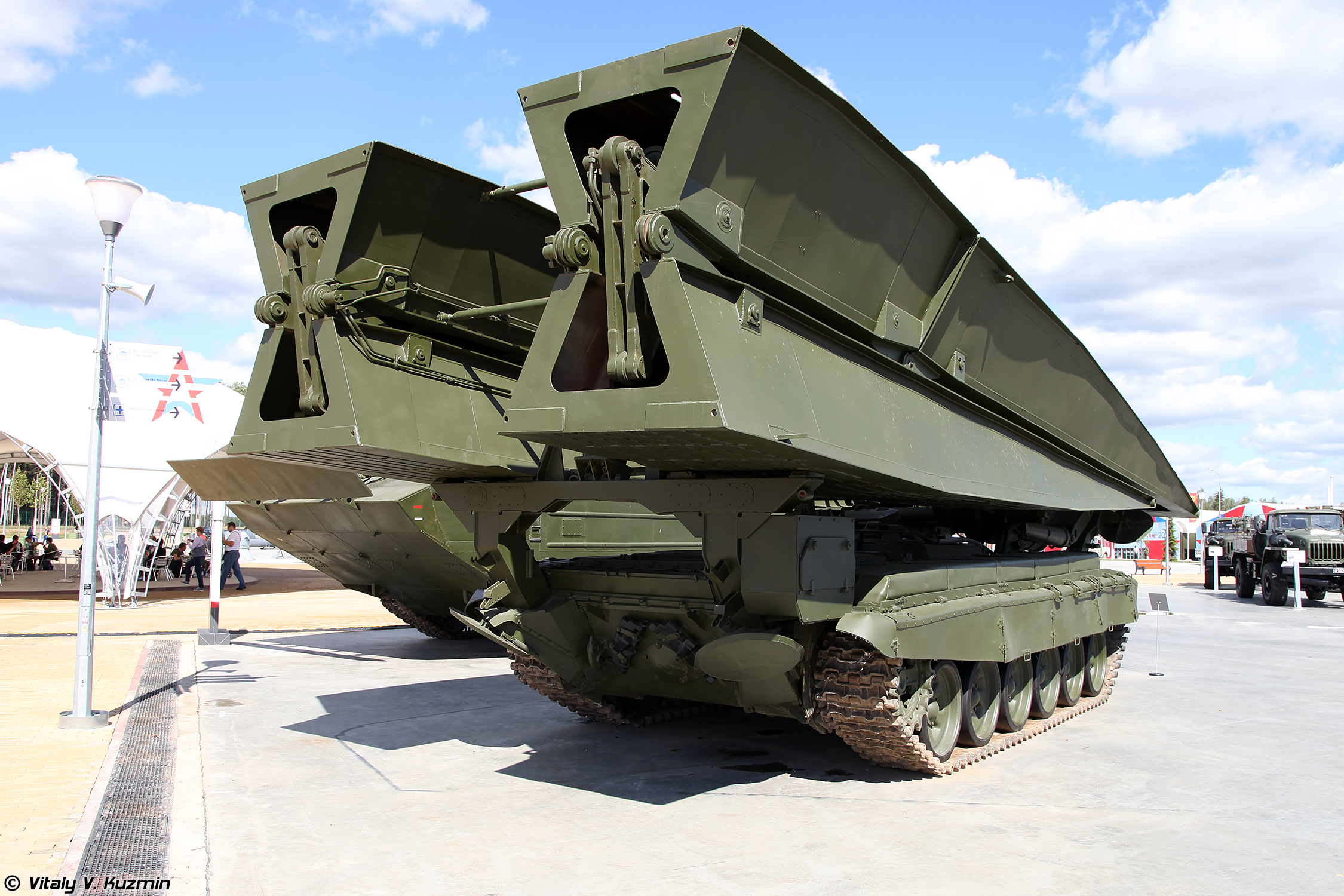
МТУ-90М
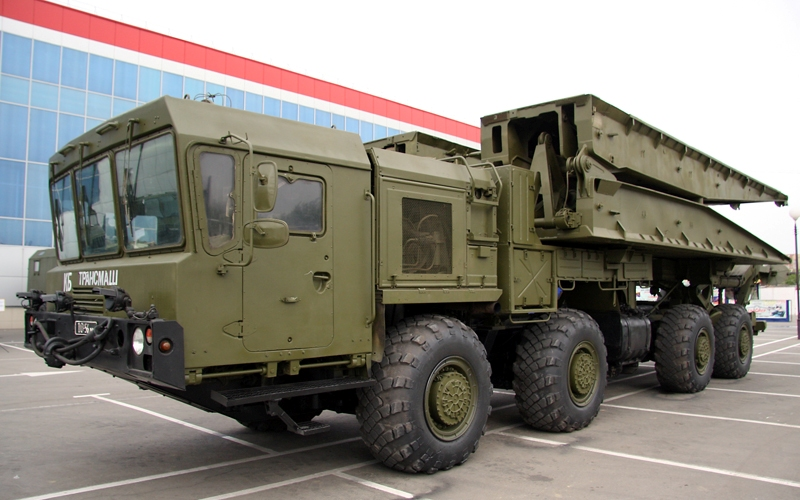
ТММ-6 на базі вантажівки МЗКТ-7930

## Експорт
Той факт, що корпус Т-90 схожий на корпус радянського танку Т-72, який використовується в усьому світі, робить мостову систему МТУ-90 рекомендованою для експорту. Попередніми замовниками були Азербайджан та Бангладеш, обидва з яких придбали машину в невеликій кількості для відповідних збройних сил.

## Служба та бойове застосування
в/ч № 11361. 66-й окремий понтонно-мостовий полк (66 опомп) Збройних сил Росії.
Українські військові у ході російського вторгнення в Україну відбили російський танковий мостоукладальник МТУ-90. Вони вже встигли зробити на ньому мітку: «За Охтирку».